# Der Schrei des Eisvogels
Der Schrei des Eisvogels ist ein Kriminalroman von Reginald Hill, der erstmals 1994 erschien.

## Handlung
Harold Bendish, der Dorfpolizist eines abgeschiedenen kleinen Dörfchens in Yorkshire, wird von seinem Vorgesetzten vermisst gemeldet, weswegen das Ermittlertrio Superintendent Dalziel, Chief Inspector Pascoe und Sergeant Wield sich auf die Suche nach ihm begeben muss. Die Bewohner Enscombes fallen besonders durch ihre exzentrischen Eigenheiten auf und sind durch vielfältige, teils jahrhundertealte Beziehungen oder Feindschaften miteinander verbunden. 
Im Laufe ihrer Ermittlungen tauchen weitere Schwierigkeiten auf, und die Detectives müssen sich zusätzlich mit einem Einbruch im Buchladen des herablassenden Buchhändlers Edwin Digweed, einem weiteren Einbruch im Postamt, einer gestohlenen Statue, zwei mysteriös verschwundenen und wieder aufgetauchten Gemälden sowie mit dem beunruhigenden, pubertierenden Waffennarren Jason Toke beschäftigen. Die zahlreichen Handlungsfäden laufen schließlich am von den Dorfbewohnern so genannten „Tag der Abrechnung“ zusammen, an dem es zum endgültigen Eklat kommt.

## Stil
Der Roman ist im Stil einer Jane-Austen-Persiflage verfasst und in Anlehnung an den dereinst üblichen drei- oder fünfbändigen Roman in fünf Bände unterteilt, jeder versehen mit einem eigenen Prolog: einer angeblichen historischen Quelle, welche Einblick in die Geschichte des Dorfes Enscombe sowie die Motivation für die einzelnen Taten verleiht. Jedem Kapitel ist ein Zitat aus den Briefen Jane Austens vorangestellt.
Hill beginnt dabei mit seiner Erzählung "am Ende", mit welchem im Hinterkopf der Leser im Folgenden erfährt, wie es so weit kommen konnte.

## Ausgaben
- Der Schrei des Eisvogels, dt. von Anke Kreutzer, Knaur: München (1994), ISBN 3-426-62441-9
- Pictures of Perfection, engl. Originalausgabe, HarperCollins (1994) ISBN 0-00-649011-5